# Bolbaffroides serripes
Bolbaffroides serripes is een keversoort uit de familie cognackevers (Bolboceratidae). De wetenschappelijke naam van de soort werd in 1882 gepubliceerd door Léon Marc Herminie Fairmaire.